# Adam Paweł Wojda
Adam Paweł Wojda (ur. 26 listopada 1946 w Chorzowie) – matematyk. 

## Działalność naukowa
Tematyka badań Adama Wojdy obejmuje teorię grafów, w szczególności problemy cykli i ścieżek w grafach i digrafach, pakowanie grafów i digrafów, problemy kolorowania, grafy i hipergrafy samodopełniające.
Recenzent dla czasopism: Journal of Graph Theory, Discrete Mathematics, Discrete Applied Mathematics, European Journal of Combinatorics, Ars Combinatoria, Discussiones Mathematicae, Graphs and Combinatorics, Opuscula Mathematica, Annals of Combinatorics (Birkhauser), Colloquium Mathematicum.
Jest autorem 60 publikacji z czego 30 w czasopismach z listy filadelfijskiego Instytutu Informacji Naukowej.

## Działalność dydaktyczna
Promotor w 7 zakończonych przewodach doktorskich, 1 otwartym przewodzie doktorskim, recenzent w 2 przewodach habilitacyjnych, 1 przewodzie na tytuł naukowy, 7 doktorskich (w tym 1 zagraniczny).

## Pełnione funkcje
- od 1987 członek Rady Naukowej Instytutu Matematyki AGH, od 1997 Rady Wydziału Matematyki Stosowanej AGH
- 1990–1993 i 1996 członek Senatu AGH
- od 2005 przewodniczący Senackiej Komisji Administracyjno-Technicznej AGH
- 1992–1997 zastępca dyrektora Instytutu Matematyki AGH
- 1993–1999 kierownik Zakładu Matematyki Dyskretnej Instytutu Matematyki AGH
- 1997–1999 prodziekan Wydziału Matematyki Stosowanej AGH
- 1999–2005 dziekan Wydziału Matematyki Stosowanej AGH (2 kadencje)